# Luxemburgia corymbosa
Luxemburgia corymbosa là một loài thực vật có hoa trong họ Ochnaceae. Loài này được A.St.-Hil. mô tả khoa học đầu tiên năm 1826.